# Marcilly-sur-Eure
Marcilly-sur-Eure és un municipi francès situat al departament de l'Eure i a la regió de Normandia. L'any 2007 tenia 1.449 habitants.

## Demografia

### Població
El 2007 la població de fet de Marcilly-sur-Eure era de 1.449 persones. Hi havia 546 famílies de les quals 110 eren unipersonals (65 homes vivint sols i 45 dones vivint soles), 175 parelles sense fills, 228 parelles amb fills i 33 famílies monoparentals amb fills.
La població ha evolucionat segons el següent gràfic:
Habitants censats

### Habitatges
El 2007 hi havia 786 habitatges, 546 eren l'habitatge principal de la família, 223 eren segones residències i 17 estaven desocupats. 636 eren cases i 11 eren apartaments. Dels 546 habitatges principals, 492 estaven ocupats pels seus propietaris, 40 estaven llogats i ocupats pels llogaters i 14 estaven cedits a títol gratuït; 6 tenien una cambra, 24 en tenien dues, 85 en tenien tres, 139 en tenien quatre i 291 en tenien cinc o més. 412 habitatges disposaven pel capbaix d'una plaça de pàrquing. A 220 habitatges hi havia un automòbil i a 284 n'hi havia dos o més.

### Piràmide de població
La piràmide de població per edats i sexe el 2009 era:
| Homes | Edats   | Dones |
| ----- | ------- | ----- |
| 0     | 95 o +  | 0     |
| 4     | 90 a 94 | 8     |
| 8     | 85 a 89 | 4     |
| 0     | 80 a 84 | 4     |
| 16    | 75 a 79 | 20    |
| 16    | 70 a 74 | 24    |
| 28    | 65 a 69 | 36    |
| 28    | 60 a 64 | 40    |
| 48    | 55 a 59 | 24    |
| 44    | 50 a 54 | 36    |
| 48    | 45 a 49 | 40    |
| 52    | 40 a 44 | 52    |
| 32    | 35 a 39 | 36    |
| 52    | 30 a 34 | 40    |
| 24    | 25 a 29 | 36    |
| 48    | 20 a 24 | 12    |
| 60    | 15 a 19 | 36    |
| 56    | 10 a 14 | 60    |
| 64    | 5 a 9   | 52    |
| 28    | 0 a 4   | 16    |

## Economia
El 2007 la població en edat de treballar era de 938 persones, 712 eren actives i 226 eren inactives. De les 712 persones actives 629 estaven ocupades (358 homes i 271 dones) i 83 estaven aturades (49 homes i 34 dones). De les 226 persones inactives 68 estaven jubilades, 74 estaven estudiant i 84 estaven classificades com a «altres inactius».

### Ingressos
El 2009 a Marcilly-sur-Eure hi havia 580 unitats fiscals que integraven 1.550 persones, la mediana anual d'ingressos fiscals per persona era de 19.244 €.

### Activitats econòmiques
Dels 49 establiments que hi havia el 2007, 1 era d'una empresa extractiva, 1 d'una empresa alimentària, 1 d'una empresa de fabricació de material elèctric, 1 d'una empresa de fabricació d'altres productes industrials, 5 d'empreses de construcció, 9 d'empreses de comerç i reparació d'automòbils, 3 d'empreses de transport, 3 d'empreses d'hostatgeria i restauració, 1 d'una empresa d'informació i comunicació, 2 d'empreses immobiliàries, 8 d'empreses de serveis, 6 d'entitats de l'administració pública i 8 d'empreses classificades com a «altres activitats de serveis».
Dels 7 establiments de servei als particulars que hi havia el 2009, 1 era una oficina de correu, 1 taller de reparació d'automòbils i de material agrícola, 1 paleta, 1 fusteria, 2 lampisteries i 1 perruqueria.
Dels 2 establiments comercials que hi havia el 2009, 1 era una botiga de més de 120 m² i 1 una botiga de menys de 120 m².
L'any 2000 a Marcilly-sur-Eure hi havia 5 explotacions agrícoles.

## Equipaments sanitaris i escolars
L'únic equipament sanitari que hi havia el 2009 era una farmàcia.
El 2009 hi havia una escola elemental.

## Poblacions més properes
El següent diagrama mostra les poblacions més properes.